# Abildgaardia
Abildgaardia is een geslacht uit de cypergrassenfamilie (Cyperaceae). De soorten komen wereldwijd voor in de (sub)tropen.

## Soorten
- Abildgaardia fusiformis (K.Wangwasit & D.A.Simpson) Larridon
- Abildgaardia macrantha (Boeckeler) Goetgh.
- Abildgaardia mexicana (Palla) Kral
- Abildgaardia odontocarpa (S.T.Blake) K.L.Wilson & J.J.Bruhl
- Abildgaardia ovata (Burm.f.) Kral
- Abildgaardia oxystachya (F.Muell.) K.L.Wilson & J.J.Bruhl
- Abildgaardia pachyptera (S.T.Blake) K.L.Wilson & J.J.Bruhl
- Abildgaardia schoenoides R.Br.
- Abildgaardia triflora (L.) Abeyw.

... · 
Blysmus · 
Bolboschoenus · 
Carex (Zegge) · 
Cladium · 
Cyperus (Cypergras) · 
Eleocharis (Waterbies) · 
Eleogiton · 
Eriophorum (Wollegras) · 
Isolepis · 
Rhynchospora · 
Schoenoplectus (Bies) · 
Schoenus · 
Scirpoides · 
Scirpus · 
Trichophorum · 
...